# Мадонна Альба
«Мадонна Альба» — картина італійського художника доби Відродження Рафаеля, написана близько 1510 року.